# 衝壓力
衝壓力是流體對通過其中的運動物體所施加的壓力，它會對物體造成強大的阻力。
例如，當流星體經過地球的大氣層時，空氣被極端迅速的擠壓，會在流星體的前方形成震波。衝壓力 (不是摩擦力) 先加熱了空氣，然後空氣反過來加熱了在其中移動的流星體。
當星系在星系際氣體中運動時，衝壓力會剝離星系的恆星際氣體。
當速度增加時衝壓力也會增加。例如，當你在有風的場所，你的身體會感受到風的壓力，風越大時壓力就越強。
衝壓力的值可由以下公式計算：
{\displaystyle P=\rho v^{2}} 
在這裡 P 是壓力、{\displaystyle \rho } 是流體密度、而 v 則是物體速度。如果物體是靜止的，v 則是流體的速度，例如太陽風。

## 註解
1. ↑  Plait, p.1
2. ↑   Grebel, Gallagher, Harbeck, pp.1-15
3. ↑   Relativistic Astrophysics and Cosmology, A Fabian and Lasenby, University of Cambridge Lecture Notes, Michaelmas 2010.

## 外部連結
Educational materials on air resistance（页面存档备份，存于）